# Chatschemsi
Chatschemsi (russisch Хачемзий) ist ein Dorf (aul) in Südrussland. Es gehört zur Republik Adygeja und hat 658 Einwohner (Stand 2019). Im Ort gibt es 16 Straßen.

## Geographie
Das Dorf liegt in der Steppe, am linken Ufer des Flusses Fars, 6 km westlich des Dorfes Druschba, 19 km nordwestlich des Dorfes Koschechabl. Otradny ist die nächstgelegene ländliche Ortschaft.